# Sisyphus (djur)
Sisyphus är ett släkte av skalbaggar. Sisyphus ingår i familjen bladhorningar.

## Dottertaxa tillSisyphus, i alfabetisk ordning[1]
- Sisyphus alveatus
- Sisyphus araneolus
- Sisyphus arboreus
- Sisyphus biarmatus
- Sisyphus bornemisszanus
- Sisyphus caffer
- Sisyphus costatus
- Sisyphus crispatus
- Sisyphus desaegeri
- Sisyphus eburneus
- Sisyphus fasciculatus
- Sisyphus gazanus
- Sisyphus impressipennis
- Sisyphus indicus
- Sisyphus laoticus
- Sisyphus latus
- Sisyphus lobi
- Sisyphus longipes
- Sisyphus maniti
- Sisyphus medicus
- Sisyphus mendicus
- Sisyphus moltaensis
- Sisyphus muricatus
- Sisyphus natalensis
- Sisyphus neglectus
- Sisyphus nodifer
- Sisyphus ocellatus
- Sisyphus popovi
- Sisyphus schaefferi
- Sisyphus struwei
- Sisyphus submonticolus
- Sisyphus thoracicus
- Sisyphus youngai